# 广州广播电视台竞赛频道
广州广播电视台競賽频道（简称：广州競賽频道）是广州广播电视台曾经拥有的一条电视频道，主要播放体育类节目。频道采用普通话和粤语广州话播出节目。

## 历史
该频道前身“广州有线电视台体育频道”于1994年开播，成为当时中国大陆第一家全天候播出体育节目的专业频道。该频道初期主要转播ESPN香港版。
2001年，广州有线电视台与广州电视台合并后，更名为“广州电视竞赛频道”，遮盖ESPN台标；每天黄金时段（19:00－24:00）插播少量本地体育节目。之后更播出2001/2002英格兰超级联赛。2003年，邀请到前ESPN的著名足球评论员丁伟杰加盟评述各场赛事。亦在同年，广州电视台竞赛频道开始24小时播放购买及自制节目；也会播放中央电视台体育频道及ESPN亚洲版的部分赛事。
2018年2月10日，广州国际媒体港（广州广播电视台新总部）正式启用，该频道于同日进驻。
2018年12月11日，该频道标清版开始改以16:9格式播出。12月28日，该频道的高清版本开播。
2024年10月，在广电总局公布的电视频道名录中，竞赛频道已不存在。11月23日，本频道正式停播，部分資源併入南國都市頻道及竞赛频道的新媒体账号。

### 曾經直播賽事
- 德國甲組足球聯賽（?-2017-18）
- 英格蘭超級足球聯賽（2001-2006，2010/11，2014/15）
- 香港超級聯賽 - R&F富力（2017/18）
- 中国足球协会 - 广州队（?-2009），梅州客家（2016-2017），深圳队（2019-）
- CBA - 龙狮篮球俱乐部（2016/17-）
- 澳式足球聯盟（2017-）(錄播)
- 日職聯 - J1（2019-）
- 香港超級聯賽 （2017-2020）
- 2021年第31届四川成都世界大学生夏季运动会[4]